# Resumen porteño
«Resumen porteño» es una canción compuesta por el músico argentino Luis Alberto Spinetta e interpretado por la banda Spinetta Jade, que integra el álbum Bajo Belgrano de 1983, tercer álbum de la banda, ubicado en la posición nº 69 de la lista de los 100 mejores discos del rock argentino por la revista Rolling Stone.
Su temática hace referencia a los jóvenes y a los desaparecidos por la última dictadura cívico militar (1976-1983). La canción ha sido incluida en la posición nº 70 entre las 100 mejores del rock argentino por la encuesta realizada por el sitio rock.com.ar.
En este álbum Spinetta Jade formaba con Spinetta (voz y guitarra), Leo Sujatovich (teclados), Pomo Lorenzo (batería) y César Franov (bajo).
"Resumen porteño" fue el tema que Spinetta eligió para cerrar el histórico recital gratuito en las Barrancas de Belgrano, precisamente su barrio, organizado por el nuevo gobierno democrático. Es uno de los raros casos donde Spinetta en sus letras describe directa y explícitamente problemáticas contemporáneas.

## La canción
"Resumen porteño" es el séptimo track (segundo del Lado B del disco de vinilo original). La letra habla de tres jóvenes imaginarios y sus angustias, "Ricky", Águeda y "Cacho".
"Ricky" es un joven que debe hacer el servicio militar y decide exiliarse en Brasil para eludirlo ("y un boleto en micro hasta Río"; "micro" es argentinismo para los autobuses de larga distancia [de "micro-bus"]). "937", el número repetido por Spinetta, alude al número que le habría tocado a Ricky en la lotería mediante la cual se determinaba el servicio militar de cada joven argentino, tanto el arma en que serviría, como si debería realizar el servicio o no - pues de un 20% a un 40% de los jóvenes quedaban exentos cada año. En una escala del 0 al 1000 los que sacaban números aproximadamente del 900 al 1000 ("números altos") debían servir en la Marina o la Fuerza Aérea, los que sacaban números intermedios aproximadamente del 400 al 900 debían servir en el Ejército, y los que sacaban del 0 a aproximadamente el 400 ("números bajos") eran los afortunados que quedaban exentos. Puesto que el límite entre los "números bajos" y los intermedios variaba de año en año (según los requerimientos generales de las FFAA y de cada arma) y no se publicaba sino hasta después de haberse efectuado el sorteo, muchos que sacaban números intermedios albergaban la esperanza de tal vez quedar exentos - esperanza totalmente vedada a Ricky por haber sacado un "número alto" como el 937 ("encima le tocó Marina"). La expresión "Ricky está listo del bocho" utiliza el modismo argentino "bocho" ("cabeza") i,e, "Ricky está/quedó loco"). La frase de la canción pasó al lenguaje juvenil popular.
Águeda (a diferencia de los otros dos sobrenombres sumamente típicos, éste es un nombre de mujer inusual para Buenos Aires - acorde al uso que ha hecho Spinetta en otras letras de ciertos nombres no comunes - cf. Ludmila, Wendolin, Maribel, etc.) es una chica que quiere adelgazar y se psicoanaliza, pero solo es feliz en los conciertos de rock, donde es sistemáticamente detenida por la policía. La frase "será por su mejilla verde" muy probablemente alude a la condición de putrefacción del cuerpo, luego de haber sido detenida-desaparecida por la dictadura algo que se retoma en la estrofa final. La expresión "infierno inflacionario" era un cliché de los medios periodísticos de la época para describir los estragos de la crisis económica. 
"Cacho" es un joven que disfruta pescando en la Costanera Norte de la ciudad de Buenos Aires, sobre el Río de la Plata (zona contigua al Bajo Belgrano, el barrio de Spinetta) "Con su caña y su [radio] portátil" describe la imagen típica del pescador deportivo que solía verse frecuentemente desde muy tempranas horas ("cuando en realidad es tan temprano") escuchando en su radio los noticieros o programas matutinos (y los domingos los partidos de fútbol) mientras pescaba en ese sector, el único consagrado oficialmente a dicho fin dentro de los límites de la ciudad. La portada del álbum muestra a Cacho con su caña cerca de la tradicional balaustrada de mampostería de la Costanera (hoy mayormente reemplazada por otra de diseño más moderno). La canción termina con una imagen impresionante, referida directamente a la dictadura, aludiendo a la nefasta práctica de la misma de arrojar algunos cadáveres de desaparecidos desde aviones militares sobrevolando el Río de la Plata. Nylon alude al material de las bolsa de plástico con que se envolvían los cadáveres, que la corriente podía llegar a depositar en la costanera:

...la verdad es que da impresión
ver los blancos peces en un nylon
cuando en realidad es tan temprano.
Usualmente
sólo flotan cuerpos a esta hora.